# Rašidunski kalifat
Rašidunski kalifat (arabsko ٱلْخِلَافَةُ ٱلرَّاشِدَةُ, latinizirano: al-Khilāfah ar-Rāšidah) je bila država, ki so ji zaporedno vladali prvi štirje kalifi (dobesedno 'nasledniki'): Abu Bakr, Omar, Utman/Osman in Ali. Znani so kot 'Rašid un' ali 'pravično vodeni' kalifi (arabsko الْخُلَفاءُ الرّاشِدُونَ, romanizirano al-Khulafāʾ ar-Rāšidūn. Muslimansko skupnost in politiko so vodili od smrti islamskega preroka Mohameda leta 632 do ustanovitve Omajadskega kalifata leta 661. 
Za prvih 25 let kalifata je bila značilna hitra vojaška širitev, med katero je kalifat postal najmočnejša gospodarska, kulturna in vojaška sila v zahodni Aziji in severovzhodni Afriki. Do leta 650 si je kalifat poleg Arabskega polotoka podredil Levant, dele Zakavkazja na severu, severno Afriko od Egipta vzhodnega roba današnje Tunizije na zahodu in Iransko planoto do delov Srednje in Južne Azije na vzhodu. 
Kalifat se je končal po petletnem obdobju notranjih sporov. Naziv Rašidun izhaja iz globoko zakoreninjenega prepričanja v sunitskem islamu, da so bili kalifi 'pravično vodeni' in  obdarjeni z vrhunsko pobožnostjo in modrostjo in so zato predstavljali verski model (suna), ki mu je treba slediti in ga posnemati. Kalifi so v muslimanski zgodovini znani tudi kot 'pravoverni ' ali 'patriarhalni' kalifi.
Po Mohamedovi smrti junija 632 so muslimanski voditelji razpravljali o tem, kdo naj ga nasledi. Za razliko od kasnejših kalifov je Rašidune običajno izbrala neka majhna skupina prerokovih spremljevalcev na 'posvetovanju' (sunnah). ali pa jih je imenoval njihov predhodnik. Mohamedov tesni spremljevalec Abu Bakr (vl. 632–634) iz klana Banu Tajm je bil izvoljen za prvega kalifa v Medini in začel osvajati Arabski polotok. Njegov naslednik Omar (vl. 634–644) je bil iz klana Banu Adi in edini rašidunski kalif, ki ga niso umorili. Pod Omarjem se je kalifat izjemno hitro širil in osvojil več kot dve tretjini Bizantinskega cesarstva in skoraj celotno Sasanidsko cesarstvo. 
Omarja je po atentatu nasledil Utman (vl. 644–656) z klana Banu Umaja. Leta 951 je dokončal osvajanje Perzije in nadaljeval s pohodi na bizantinska ozemlja. Utman je bil umorjen junija 656. Nasledil ga je Ali (vl. 656–661) iz klana Banu Hašim, ki je prestolnico prenesel v Kufo. Med njegovim vladanjem se je začela državljanska vojna, imenovana prva fitna, ker Utmanov sorodnik in guverner Sirije Muavija ibn Abu Sufjan (vl. 661–680) ni priznal njegove vrhovne oblasti in trdil, da je treba Osmanove morilce takoj kaznovati. V vojni se je pojavila še tretja frakcija,  znana kot haridžiti, ki so jo tvorili nekdanji Alijevi privrženci. Slednji so se uprli tako  Aliju kot Muaviji, potem ko po bitki pri Sifinu nista sprejela arbitraže. Vojna je privedla do strmoglavljenja Rašidunskega kalifata in Muavijeve ustanovitve Omajadskega kalifata leta 661. Vojna je tudi trajno utrdila delitev med sunitskimi in šiitskimi muslimani, pri čemer so šiitski muslimani verjeli, da je bil Ali prvi zakoniti kalif in imam po Mohamedu, ter dajali prednost njegovi in ne Mohamedovi krvni liniji.

## Etimologija
Arabska beseda rāšidūn (ednina rāšid, راشد) pomeni "pravično voden". Vladavina teh štirih kalifov se v sunitskem islamu šteje za "pravično vodeno", kar pomeni, da predstavlja model (suno), ki ga je treba z verskega vidika slediti in posnemati.  Šiitski muslimani, ki zavračajo vladavino prvih treh kalifov kot nelegitimno, tega izraza ne uporabljajo.

## Zgodovina
Med kandidati, ki so želeli biti Mohamedov naslednik, so bili: 
- Pleme Kurejš, Prerokovi spremljevalci, znani kot "Deset, ki jim je bil od Mohemeda obljubljen raj" (al-ʿashara al-mubashsharūn), vključno z Abu Bakrom, Omarjem, Abu Ubajda ibn al-Džarahom, Utmanom, Talha ibn Ubajd Allah Zubajr ibn al-Avamom,  Said ibn Abi Vakasom in Abd al-Rahman ibn Avfom; [11]

- člani Hašemitskega klana, vključno z Alijem in Abasom ibn Abd al-Mutalibom, ki sta bila najbližja Mohamedova krvna sorodnika; [11]
- prebivalci Medine, "naveličani" prevlade beguncev iz Meke; [11]
- člani aristokratskega klana Omajadov, ki so imeli močan položaj v Meki ter močne trgovske in finančne zveze.[11]

### Abu Bakrovo vladanje (632–634)

#### Nastanek kalifata
Po Mohamedovi smrti leta 632  (leta 11 po hidžri) je na sedežu klana Banu Saida potekalo zborovanje Ansarjev (dobesedno Pomočniki), domorodcev iz Medine. Splošno prepričanje v tistem času je bilo, da so se Ansarji sestali, da bi se med seboj dogovorili o novem voditelju muslimanske skupnosti. Pri tem so namerno izključili Muhadžirune (begunce iz Meke), čeprav je to kasneje postalo predmet razprav.
Ko sta za zborovanje izvedela Abu Bakr in Omar, oba ugledna Mohamedova spremljevalca, sta postala zaskrbljena zaradi morebitnega državnega udara in kljub temu, da nista bila povabljena,  pohitela na zborovanje. Ob prihodu je Abu Bakr nagovoril zbrane može in jih opozoril, da bi vsak poskus izvolitve voditelja zunaj Mohamedovega lastnega plemena Kurejšev  verjetno povzročil nesoglasja, saj lahko samo oni pridobijo potrebno spoštovanje v skupnosti. Nato je za roko prijel Omarja in drugega spremljevalca, Abu Ubaida ibn al-Džaraha, in ju ponudil Ansarjem kot možno izbiro. Odgovorili so mu s predlogom, da Kurejši in Ansarji izberejo vsak svojega voditelja,  ki bi nato vladala skupaj. Predlog je sprožil prepire, Omar pa je naglo prijel Abu Bakrovo roko in mu prisegel zvestobo. Njegovemu zgledu so sledili Abu Ubajda ibn al-Džarah, Ansarji, Kurejšij in drugi zbrani možje. Abu Bakr je prevzel naziv kalifaṫ rasul Allah (خَلِيفةُ رَسُولِ اللهِ, naslednik Božjega glasnika) ali preprosto kalif.
Sunitski muslimani trdijo, da je bil Abu Bakr skoraj univerzalno sprejet kot vodja muslimanske skupnosti z nazivom kalif, čeprav je bilo imenovanje nekoliko sporno zaradi naglice. Šiitski muslimani trdijo, da so Mohamedovi spremljevalci iz Medine razpravljali o tem, kdo od njih naj ga nasledi pri vodenju zadev muslimanov, medtem ko je bila Mohamedova širša družina zaposlena z njegovim pokopom.
Več spremljevalcev, najvidnejši med njimi je bil Ali ibn Abi Talib, je sprva zavračalo priznanje Abu Bakrove avtoritete. Slednji so morda razumno pričakovali, da bo vodstvo prevzel Ali, saj je bil Mohamedov bratranec in zet. Teolog Ibrahim al-Nakhai meni, da je imel Ali zaradi družinskih povezav podporo tudi med Ansarji. Ali je bila njegova kandidatura za nasledstvo postavljena pred zbor, ni znano, čeprav ni izključeno. Abu Bakr je kasneje poslal Omarja, da se sooči z Alijem in pridobi njegovo zvestobo, kar je povzročilo prepir, morda tudi nasilje. Po šestih mesecih je skupina sklenila mir z Abu Bakrom in Ali mu je ponudil svojo zvestobo. Nesoglasje večine plemen, ki so sprejela islam, ni bilo znak nevere, ampak tega, da Abu Bakr ni imel konsenza muslimanske skupnosti, da bi bil kalif.

#### Vojne proti odpadnikom
Kmalu po Mohamedovi smrti so se začele težave, ki so ogrozile enotnost in stabilnost nove skupnosti in države. Odpadništvo v obliki zavračanja poslušnosti in plačevanja davkov Abu Bakru se je razširilo na vsa plemena na Arabskem polotoku z izjemo Meke in Medine in klanov Takif iz Taifuja in Abdul Kais iz Omana. V nekaterih primerih so odpadla cela plemena. Druga so le zadržala zakat, davek na miloščino, vendar niso uradno izpodbijala islama. Mnogi plemenski voditelji so trdili, da so preroki, nekateri že takrat, ko je bil Mohamed še živ. Prvi od takšnih je bil Asuad Ansi, ki je napadel južno Arabijo in ga je 30. maja 632 ubil jemenski guverner Feroz, sicer perzijski musliman. Novica o njegovi smrti je prišla v Medino kmalu po Mohamedovi smrti. Odpadniško pleme al Džamama je vodil domnevni prerok Musajlima, tudi on pred Mohamedovo smrtjo. Druga središča upornikov so bila v Nadždu, vzhodni Arabiji, takrat znani kot al-Bahrajn, in Južni Arabiji, znani kot al-Jaman, vključno z Mahro. Mnoga plemena so trdila, da so se podredila Mohamedu in da se je z Mohamedovo smrtjo njihova zvestoba končala, kalif Abu Bakr pa je vztrajal, da se je zvestoba prenesla nanj. Posledica nesoglasij so  bile vojne proti odpadnikom, znane kot ridda.
Kampanje proti odpadnikom ali  so potekale in bile končane v 11. letu po hidžri. 12. leto po hidžri se je začelo 18. marca 633 z združitvijo Arabskega polotoka pod kalifom Abu Bakrom v Medini.  Abu Bakr je muslimansko vojsko razdelil na več korpusov. Najmočnejši korpus in glavna sila muslimanov je bil korpus Halida ibn al-Valida, ki se je boril proti najmočnejšim uporniškim silam. Druge enote so se vojskovale na manj pomembnih območjih in naj bi pokorile manj nevarna odpadniška plemena. Abu Bakrov načrt je bil najprej očistiti Nadžd in zahodno Arabijo okoli Medine in se nato spopasti z Malikom ibn Nuvajrahom in njegovimi silami med Nadždom in al-Bahrajnom. Nazadnje bi se osredotočil proti najnevarnejšemu sovražniku, Musajlimahu in njegovim zaveznikom v al-Jamami. Po vrsti uspešnih pohodov je Halid ibn al-Valid premagal Musajlimaha v bitki pri Jamami.

#### Pohodi v Perzijo in Sirijo
Potem ko je Abu Bakr združil Arabijo pod islamom, je začel vdirati na ozemlje Bizantinskega in Sasanidskega cesarstva. Težko je reči, kakšni so bili njegovi prvotni nameni, vsekakor pa so sprožili zgodovinska dogajanja, ki so v samo nekaj kratkih desetletjih privedla do enega največjih imperijev v zgodovini. Abu Bakr je začel z Irakom, najbogatejšo provinco Sasanidskega cesarstva. Leta 633 je poslal generala Halida ibn al-Valida, da napade Sasanidsko cesarstvo. Zatem ja poslal štiri vojske napast bizantinsko provinco Sirijo,  vendar je bila odločilna operacija izvedena šele, ko je bil Halid po osvojitvi Iraka leta 634 premeščen na sirsko fronto.

### Omarjevo vladanja (634-644)
Omar ibn al-Hattab:685 je bil glavni Mohamedov spremljevalec in svetovalec ter po poroki njegove hčerke Hafse bint Omar z Mohamedom tudi njegov tast. Za svojega naslednika ga je imenoval umirajoči Abu Bakr  in oblast je prevzel 23. avgusta 634. S tem je postal drugi muslimanski kalif po Mohamedovi smrti.  Mo mnenju Laure Veccia Vaglieri se lahko širitev islama iz "izoliranega dogodka" v arabski zgodovini v "dogodek svetovnega pomena" pripiše prav Omarjevim političnim sposobnostim.
Po svojem pristopu je Omar prevzel naziv amir al-mu'minin (poveljnik vernikov), ki je kasneje postal standardni naziv kalifov. Med njegovo 10-letno vladavino se je islamski imperij širil z izjemno hitrostjo. Novi kalif je nadaljeval osvajalsko vojno, ki jo je začel njegov predhodnik, prodrl še dlje v Sasanidsko cesarstvo in na bizantinsko ozemlje in začel osvajati Egipt. Vse te regije so bile bogate in pod oblastjo močnih držav, vendar so dolge  vojne med Bizantinci in Perzijci obe strani vojaško izčrpali in islamske vojske so jih zlahka premagale. Do leta 640 so cela Mezopotamija, Sirija in Palestina prišle pod oblast Rašidunskega kalifata. Egipt je bil osvojen leta 642, skoraj celotno Sasanidsko cesarstvo pa leta 643.
Medtem ko se je kalifat še naprej hitro širil, je Omar postavil temeljne politične strukture, potrebne za obstoj kalifata. Ustanovil je Divan, urad za opravljanje vladnih zadev. Vojska in njeno plačevanje je bila neposredno pod državnim nadzorom. V osvojenih deželah Omar ni zahteval, da se nemuslimansko prebivalstvo spreobrne v islam, niti ni poskušal centralizirati oblasti. Namesto tega je podložnemu prebivalstvu dovolil, da obdrži svojo vero, jezik in običaje. Njihovo lokalno oblast je pustil razmeroma nedotaknjeno, uvedel je le guvernerja (emirja) in finančnega uradnika, imenovanega amil. Emir in amil sta bila ključni del učinkovite davčne mreže, ki je financirala imperij. 
S plenom, pridobljenim med osvajanji, je  lahko materialno podprl svojo vero. Mohamedovi spremljevalci so dobili pokojnino, od katere so lahko dostojno živeli, kar jim je omogočilo, da so nadaljevali verske študije in izvajali duhovno vodstvo v svojih skupnostih in zunaj njih. Ob vstopu v Jeruzalem je Omar ukazal, da se očisti okolica Salomonovega templja in tam zgradi mošeja.
Muslimanske zgodbe, ki se prenašajo od njegove smrti, poudarjajo Omarjev "asketizem, njegovo skrb za revne in ... javne finance". Izročilo pravi, da je imel eno samo oguljeno obleko, ki jo je zakrpal z usnjem, ko se je strgala. Namen teh zgodb je bil poudariti njegovo pobožnost in odrekanje in to, da ni jemal denarja iz državne zakladnice, na drugi strani pa noben zgodovinski zapis ne omenja, da bi sam kaj prispeval v zakladnico ali kaj dal revežem. Zgodbe o asketskem življenju je zato težko uskladiti z dejstvom, da so njegovi vodilni spremljevalci zelo obogateli. Omarjev delež plena iz osvojenih dežel je bil vsaj enak deležem njegovih spremljevalcev.
Omarjeva zasluga je tudi uvedba islamskega koledarja. Koledar je lunarni in se začne z letom 622, ko se je Mohamed izselil v Medino (hidžra). 
Omarja je leta 644 med jutranjo molitvijo ubil njegov  perzijski suženj  Abu Lulua Firuz.  Za vodenje molitev je Omar imenoval Suhajba ibn Sinana.

### Utmanova vladavina (644-656)
Utman ibn Afan je postal kalif pri sedemdesetih letih. Bil je eden od zgodnjih Mohamedovih spremljevalcev in po poroki z Mohamedovima hčerkama Rukajo in Um Kultum Mohamedov zet. Rojen je bil v močnem klanu Omajadov iz mekanskega plemena Kurejš. Pod njegovim vodstvom se je imperij razširil na Fars, današnji Iran, del Horasana (današnji Afganistan) in Armenijo. Njegova vladavina se je končala z njegovim umorom. Najbolj znan je morda po ustanovitvi odbora, ki je standardiziral in kanoniziral Koran. 

#### Izvolitev
Omar je pred smrtjo imenoval odbor šestih mož, ki naj bi odločali o naslednjem kalifu, in ga zadolžil, da za kalifa izbere enega od njih samih. Vsi člani odbora, tako kot Omar, so bili iz plemena plemena Kurejš. Njegov načrt za izbiro naslednjega kalifa je bil kritiziran zaradi majhnosti in nereprezentativnosti odbora, saj je izključil  muslimane iz Medine, Meke, Tajefa in drugih plemen. Odbor tudi ni imel odločilnega sedmega člana, ki bi bil jeziček na tehtnici.
Odbor je izbiro zožil na dva kandidata: Utmana in Alija. Ali je bil iz klana Banu Hašim iz plemena Kurejš, iz katerega je bil tudi Mohamed. Bil je Mohamedov bratranec in zet in eden od njegovih spremljevalcev od samega začetka njegovega poslanstva. Osman je bil iz Omajadskega klana plemena Kurejš, Mohamedov drugi bratranec in zet ter eden prvih spreobrnjencev v islam. Za novega kalifa je bil na koncu izbran Utman. 

#### Vladanje
Utman je kot kalif vladal dvanajst let. V prvi polovici svoje vladavine je bil najbolj priljubljen kalif med vsemi Rašiduni. V drugi polovici vladavine se je soočal z naraščajočo opozicijo, ki so jo vodili Egipčani, zbrani okoli njegovega naslednika Alija. 
Utmanov zadnji projekt je bila končna različica Korana. Utman je ustanovil odbor, zadolžen za ureditev Korana na podlagi zbranih besedil na pergamentu, kosteh in kamnih iz časa Mohamedovega življenja. Prepise svetega besedila je poslal v vsa muslimanska mesta in garnizije in uničil starejše različice besedil.
Utman je kljub notranjim težavam nadaljeval z osvajalnimi vojnami, ki jih je začel Omar. Rašidunska vojska je osvojila bizantinsko severno Afriko, vdrla na Iberski polotok in osvojila nekaj obalnega ozemlja. Osvojila je  otoka Rodos in Ciper in leta 652 napadla Sicilijo. Na severu je osvojila celotno Sasanidsko cesarstvo in prodrla na vzhod do spodnjega toka Inda.

#### Umor
Utman je bil velikodušen pri delitvi plena in zemlje svojim sorodnikom in spremljevalcem iz plemena Kurejš. Guvernerji pod njegovo jurisdikcijo so bili obtoženi ekstravagance in pretiranega pobiranja davkov, kar je sprožilo ljubosumje in jezo med muslimani, zlasti tistimi v Egiptu in Iraku, ki so bili izključeni iz delitve plena. Z večanjem ozemlja in velikega števila spreobrnjencev v islam se je moč Kurejšev zmanjšala. Ogorčeni nad tem, kar so imeli za Utmanov nepotizem, so se začeli zbirati   protestniki, da bi odstavili Utmana. Oblegali so njegovo hišo in mu ponudili na izbiro odstop ali smrt in nazadnje vdrli v njegovo hišo in ga ubili. 

### Alijeva vladavina (656–661)
Ali ibn Abi Talib  je bil Mohamedov bratranec in zet. V sunitskem islamu je bil četrti kalif, v šiitskem islamu pa velja za zakonitega Mohamedovega naslednika, čigar imenovanje je bilo napovedano v govoru na Gadir Humu februarja 632 in že pred tem. Na Gadir Humu je Mohamed izjavil: "Komur sem jaz mavla, je [tudi] Ali mavla", s čimer je bil po prepričanju šiitov imenovan za Mohamedovega naslednika. 
Med dobrimi in pomembnimi dejanji, ki mu jih pripisuje islamska književnost, so bila, da je bil prvi moški, ki je sprejel islam, in oseba, ki je podprl Mohameda, ko je prvič predstavil islam svojim sorodnikom. Mohamedu je omogočil varen pobeg v Medino, ko je sam kot vaba tvegal svoje življenje. V Medini je prisegel bratstvo Mohamedu, se poročil z njegovo hčerko Fatimo, bil Mohamedov tajnik v Medini in njegov namestnik med pohodom na Tabuk. Po mnenju številnih poznavalcev je bil najsposobnejši bojevnik v Mohamedovi vojski in eden od dveh muslimanov, ki sta zastopala islam proti krščanski delegaciji iz Nadžrana. Igral je ključno vlogo pri zbiranju Korana, osrednjega besedila islama. 

#### Kriza in propad
Po Utmanovem umoru so uporniki in meščani Medine za kalifa izvolili Mohamedovega bratranca Alija. Ali je prestolnico prenesel v Kufo, garnizijsko mesto v Iraku. Kmalu zatem je odpustil več provincialnih guvernerjev, med katerimi so bili tudi Utmanovi sorodniki, in jih nadomestil z zaupanja vrednimi pomočniki, kot sta bila Malik al-Aštar in Salman Perzijec. 
Del prebivalstva kalifata je zahteval maščevanju za atentat na kalifa Utmana in velika vojska upornikov, ki so jo vodili Zubajr, Talha in Mohamedova vdova Ajša, se je podala v boj proti storilcem. Vojska je zavzela Basro in usmrtila  4000 domnevnih nasprotnikov. Ali je z vojsko krenil proti Basri in se v bližini mesta sreča z nasprotnikom. Talha in Zubajr se nista želela spopasti z Alijem, ponoči pa sta se vojski kljub temu spopadli. Po izročilu sunitskih muslimanov so bitko začeli storilci, vpleteni v Utmanov umor, ki so se bali, da bi pogajanja med Alijem in nasprotniki privedla do njihovega ujetja in usmrtitve. Bitka pri Basri je bila prva bitka med muslimani. Zmagal je Ali in nato zgladil spore. Ugledna Mohamedova spremljevalca Talha in Zubajr sta v bitki padla, Alijev sin Hasan ibn Ali pa je spremil Ajšo nazaj v Medino. 
Ajšinemu uporu je sledil poziv Muavije, Utmanovega sorodnika in guvernerja Sirije, ki je zahteval smrt Utmanovih morilcev. Muavijev poziv velja bolj za poskus prevzema oblasti v kalifatu kot za poskus maščevanja Utmanovega umora. Sledila je bitka med Alijem in Muavijo pri Sifinu, ki se je končala neodločeno, potem pa je Ali izgubil kontroverzno arbitražo, v kateri je razsodnik Amr ibn al-Asom podprl Muavijo. Sledila je Alijeva bitka pri Nahravanu proti uporniškim haridžitom, frakciji njegovih nekdanjih podpornikov, ki so zaradi nezadovoljstva z arbitražo nasprotovali tako Aliju kot Muaviji. Alijeve sile so zaradi uporov in pomanjkanje podpore v številnih provincah izgubile nadzor nad večino ozemlja kalifata v korist Muavije, drugi veliki deli imperija, med njimi  Sicilija, Severna Afrika, obalna območja Iberskega polotoka in nekatere utrdbe v Anatoliji pa so bili izgubljeni v korist tujih imperijev. 
Leta 661 je Ibn Muldžam ubil Alijo v haridžitski zaroti, v kateri so nameravali ubiti več islamskih voditeljev v poskusu končanja državljanske vojne. Atentata na Muavijo in Amr ibn al-Asa nista uspela. 
Vodstvo kalifata je za šest mesecev prevzel Alijev sin Hasan in se dogovoril z Muavijo, da zgladi odnose med nasprotnima skupinama muslimanov. V sporazumu je bilo dogovorjeno, da Muavija ne bo imenoval naslednika in da bo izbiro naslednjega voditelja prepustil islamskemu svetu. Muavija je ta dogovor prelomil in za naslednika imenoval svojega sina Jazida I. Hasan je bil umorjen, Muavija pa je ustanovil Omajadski kalifat, ki je nadomestil Rašidunskega.

## Širitev
Rašidunski kalifat se je vztrajno širil. V prvih 24 letih je osvojil ogromno ozemlje, ki je obsegalo Mezopotamijo, Levant, dele Anatolije in večino Sasanidskega cesarstva. 
Nekatere razlage so  uspeh rašidunske invazije na Bizantinsko in Sasanidsko cesarstvo na severu, zahodu in vzhodu razlagale z oslabitvijo obeh cesarstev v medsebojnih vojnah,  zlasti v vojni v letih 602–628, in justinijanski kugi, ki je ohromila obe državi. Arabska plemena so v desetletjih pred invazijo služila kot plačanci v vojskah obeh cesarstev, s čimer so pridobila izkušnje in dragocene vojaške taktične veščine in poznavanje bojišč. Pred invazijo se je veliko Arabcev načrtno preselilo v Sirijo, Palestino in Irak, kjer so jih zaradi skupnega arabskega jezika in običajev z Navdušenjem sprejeli. Nekaj prišlecev se je celo vključilo v bizantinsko in sasanidsko vojsko.
Tamponski državi Lahmidov in Gasanidov, ki sta v prejšnjih časih ščitili cesarstvi, sta v času invazije izginili. Med druge dejavnike spada ljubezen arabskih beduinov do plenjenja in ropanja stalno naseljenih ljudstev, morda najbolj odločilno pa je bilo versko prepričanje zavojevalcev, da je osvajanje dežel nevernikov sveta vojna/džihad meča in da je plen, ki so ga zavzeli, božansko določena nagrada za osvajalce.
Arabska osvajanja so se začela z manjšimi napadi, ki so se hitro stopnjevali, ko so napadalci naleteli na šibak bizantinski in perzijsko odpor.

### Osvajanje Sasanidskega cesarstva
Prva vojaška poteza kalifata po zatrtju upora v Arabiji je bila invazija na Sasanidsko cesarstvo. Leta 633 je kalif Abu Bakr poslal v Mezopotamijo svojega generala Halida ibn al-Valida z nalogo, da jo osvoji. General  je po vstopu v Irak s svojo 18.000 glavo vojsko odločilno zmagal v štirih zaporednih bitkah: pri Dhat al-Salasilu (april 633), na reki (tretji teden aprila 633), Valaji (maj 633) in Ulaisu (sredina maja 633). V zadnjem tednu maja 633 je po začetnem odporu v bitki pri Hiri v roke muslimanov padlo glavno mesto Iraka. 
Potem ko se je vojska odpočila, je Halid junija 633 krenil proti  mestu Anbar, ki se je uprlo in bilo po nekajtedenskem obleganju julija 633 poraženo in se je predalo. Zadnji teden julija 633 je osvojil mesto Ein ul Tamr, s čimer je osvojil skoraj celo Mezopotamijo. Zatem se je odzval klicu na pomoč generala Ijada ibn Ganma, ki je bil v Dumat al-Džandalu v severni Arabiji ujet med uporniškimi plemeni. Halid je v zadnjem tednu avgusta 633 porazil upornike v bitki pri Davmat al-Džandalu. Po vrnitvi iz Arabije je prejel novico, da se zbira velika perzijska vojska. Odločil se je, da se ne bo spopadel s celo vojsko naenkrat, ampak jo bo uničil po delih. V Hanafizu, Zumielu, Saniju in Muziehu so bile zbrane štiri divizije perzijskih in krščanskih arabskih pomožnih enot.
Novembra 633 je Halid svojo vojsko razdelil na tri enote in ponoči eno za drugo s treh različnih strani napadel te pomožne enote, najprej v Muziehu, nato v Saniju in nazadnje v Zumailu. Te njegove zmage so končale perzijsko oblast v Iraku. Decembra 633 je Halid dosegel obmejno mesto Firaz, kjer je v bitki pri Firazu porazil združene sile sasanidskih Perzijcev, Bizantincev in krščanskih Arabcev. Bitka je bila zadnja v njegovem osvajanju Mezopotamije.
Halid je potem, ko je zapustil Mezopotamijo, v Siriji vodil kampanjo proti Bizantinskemu cesarstvu. Poveljstvo v Mezopotamiji je prevzel Mitna ibn Haris. Perzijci so ponovno zbrali vojsko, da bi povrnili izgubljeno Mezopotamijo, pred katero se je Mitna ibn Haris umaknil na rob Arabske puščave in čakal na okrepitve iz Medine. Po prihodu okrepitev pod poveljstvom Abu Ubajda al-Takafija je arabska vojska v bitki pri mostu leta 634 doživela katastrofalen poraz. Abu Ubajd je v bitki padel, Al-Mutana pa je rešil vojsko pred popolno katastrofo z junaško obrambo mostu čez Evfrat. Povratni ukrepi proti Perzijcem so bili odloženi do odločilne muslimanske zmage proti Bizantincem v Levantu v bitki pri Jarmuku leta 636. Omarju je nato uspelo premestiti vojsko na vzhod in nadaljevati ofenzivo proti Sasanidom. Na na vzhod je poslal 36.000 mož in 7.500 mož s sirske fronte pod poveljstvom Saida ibn Abi Vakasa. Sledila je bitka pri Kadisiji, odločilna bitka v kampanji. Zmaga se je sprva nagibala na perzijsko stran, tretji dan pa so pobudo prevzeli muslimani in zmagali. V bitki je  bil ubit legendarni perzijski general Rostam Farohzad.  Po nekaterih virih so bile perzijske izgube 20.000, arabske pa 10.500 mož. 
Po tej bitki so muslimanske vojske začele prodirati proti perzijski prestolnici Ktezifon, ki jo je Jazdegerd III.  po kratkem obleganju evakuiral. Ko so Arabci zavzeli mesto, so nadaljevali pohod proti vzhodu in  zasledovali Jazdegerda in ostanke njegove vojske, ki se je poskušala zbrati vpogorju Zagros. Arabci so kmalu zatem v bitki pri Džaluli odbili velik perzijski protinapad in zmagali v manjših bitkah pri Kasr-e Širinu in Masabadhanu. Do sredine 7. stoletja so osvojili celotno Mezopotamijo, vključno z današnjo iransko provinco Huzestan. Kalif Omar svoje vojske ni nameraval poslati čez gorovje Zagros na Iransko planoto, po enem od izročil zato, ker je želel imeti med seboj in Perzijci  "ognjeni zid". Poznejši komentatorji njegovo odločitev pojasnjujejo kot razumen previdnosten ukrep proti prekomernemu širjenju ozemlja, na katerem je bilo treba najprej vzpostaviti oblast. Perzijci so stalno spodbujali upore na svojih izgubljenih ozemljih in za razliko od Bizantincev poskušali povrniti izgubljena ozemlja. Omar je še naprej pritiskal na perzijsko ozemlje in sčasoma osvojil velik del njegovega ozemlja. Jazdegerd je do leta 641 zbral novo vojsko in se spopadel z Arabci bitki pri Nihavandu, približno šestdeset kilometrov južno od Hamadana v današnjem Iranu. Rašidunska vojska pod poveljstvom Omarjevega generala Al-Numana ibn Mukrina je ponovno premagala perzijske sile. Muslimani so to razglasili za "zmago nad zmagami", po kateri se Perzijci niso več učinkovito upirali.
Prodiranje Arabcev na iransko ozemlje je bilo kljub temu počasno, predvsem zaradi velikih razdalj in sovražnega razpoloženja prebivalcev. Mesta in trdnjave je bilo treba zavzeti eno za drugo. Jazdegerd se je z vse manjšo skupino podpornikov umikal proti vzhodu, na koncu v Horasan, kjer je bil umorjen. Leta 642 je Omar zbral vojsko, da bi osvojil preostanek Perzijskega imperija. Vojska je osvojila celoten današnji Iran, Veliki Horasan, vključno z Afganistanom, Transoksanijo, Beludžistan in Makran v današnjem Pakistanu, Azerbajdžan, Dagestan, Armenijo in Gruzijo. Meje Rašidunskega kalifata so na vzhodu segale do spodnjega toka reke Ind in na severu do Amu Darje.

### Vojne z Bizantinskim cesarstvom
Bizantinci so se po izgubi Sirije umaknili  v Anatolijo in posledično izgubili tudi Egipt. Vojne med muslimani samimi so za več let ustavila muskimanska osvajanja, kar je dalo Bizantinskemu cesarstvu čas, da si opomore. 

#### Osvojitev bizantinske Sirije
Ko je Halid ibn al-Valid utrdil svoj nadzor nad Irakom, je Abu Bakr poslal na bizantinsko fronto  v Sirijo štiri vojske  pod štirimi poveljniki: Abu Ubajdo ibn al-Džarahom v vlogi vrhovnega poveljnika, Amrom ibn al-Asom, Jazidom ibn Abu Sufjaom in Šurhabilom ibn Hasanom. Njihovo napredovanju je pri Adžnadajnu ustavila bizantinska vojska. Abu Ubajda je poslal po okrepitev in Abu Bakr mu je iz Mezopotamije poslal Halida, ki je sicer načrtoval napasti Ktezifon, in polovico njegove vojske. Vojska je po petih dneh napornega pohoda prišla v severozahodno Sirijo. 
V muslimanske roke so najprej padle obmejne utrdbe Sava, Arak, Tadmur, Suhnah, al-Karjatajn in Havarin. Halidovi vojski sta se pri Bosri pridružila Abu Ubajdov in Šurhabilov korpus. Poveljstvo nad združeno vojsko je prevzel Halid. Bosra ni bila pripravljena na napad Arabcev in se je po kratkem obleganju julija 634 predala. S predajo se je hkrati končala vladavina dinastije Gasanidov. 
V Bosri je Halid ukazal poveljnikom vseh korpusov, naj se mu pridružijo pri Adžnajajnu. Po zapisih zgodnjih muslimanskih zgodovinarjev je bila tam zbrana bizantinska vojska 90.000 mož, vendar sodobni viri omenjajo samo 9.000 mož.  Bizantinska vojska je bila 30. julija 634 v bitki pri Adadajnu odločilno poražena. Bitka je bila prva večja bitka med muslimani in Bizantinci, ki je prvim omogočila zavzetje osrednje Sirije. Bizantinska trdnjava Damask je bil osvojen kmalu zatem 19. septembra 634. Bizantinski vojaki so dobili ponudbo, da se v treh dneh da z družinami in premoženjem umaknejo iz mesta, ali pa  ostanejo v Damasku in plačuje davek. Po preteku treh dni je muslimanska konjenica pod Halidovim poveljstvom dohitela bizantinsko vojsko in jo pri Maradž-al-Debadžu napadla. 
22. avgusta 634 je Abu Bakr umrl. Nasledil ga je Omar, ki je Halida kot vrhovnega poveljnika vojske zamenjal z  Abu Ubajdo ibn al-Džarahom, čeprav je Halid še naprej igral pomembno vlogo pri osvajanjih. Osvajanje Sirije se je pod Abu Ubajdo upočasnilo. 
Zadnja velika garnizija bizantinske vojske je bila v Fahlu, ki so se ji pridružili preživeli iz Adžnadajna. Bizantinska grožnja je bila dovolj velika, da se muslimanske vojske niso mogle premakniti niti proti severu niti proti jugu. Sledila je bitka pri Fahlu 23. januarja 635, ki se je izkazala za ključ do Palestine. Po zmagi v tej bitki sta Abu Ubajda in Halid odkorakala proti severu proti Emesi (zdaj Homs), medtem ko sta Amr in Šurhabil odšla proti jugu, da bi zavzela Palestino. Medtem ko so bili muslimani pri Fahlu, je cesar Heraklij začutil, da je obramba Damaska šibka, in poslal vojsko, da ponovno zavzame mesto. Njegovo vojsko sta na poti v Damask prestregla Abu Ubajda in Halid na poti v Emeso. Bizantinska vojska je bila uničena v bitki pri Maradž-al-Rimu in drugi bitki pri Damasku. Emesa in strateško mesto Halkida sta z muslimani sklenila mir, ki naj bi trajal eno leto in dal Herakliju čas za pripravo obrambe in zbiranje novih vojsk. Muslimani so pozdravili mir in ga izkoristili za utrditev oblasti na osvojenem ozemlju, ko so izvedeli, da prihajajo v Emeso in Halkido okrepitve, pa so takoj napadli Emeso, jo oblegali in marca 636 zavzeli.
Ujetniki, zajeti v bitki, so muslimane obvestili o načrtih cesarja Heraklija, da ponovno zavzame Sirijo. Povedali so, da se bo kmalu pojavila velika vojska z verjetno 200.000 vojaki, ki bo ponovno zavzela provinco. Abu Ubajda je takoj zbral vse svoje častnike, da bi pripravili načrt za naslednjo potezo. Halid je predlagal, da bi morali združiti vse svoje sile iz Sirije, Jordanije in Palestine in se na ravnini Jarmuk pripraviti na bitko z Bizantinci.
Abu Ubajda je ukazal muslimanskim poveljnikom, naj se umaknejo z vseh osvojenih območij, vrnejo davke, ki so jih zbrali, in se odpravijo proti Jarmuku. Tja se je pomikala tudi Heraklijeva vojska. Muslimani so prišli na bojišče v začetku julija 636, teden ali dva pred Bizantinci. Halidove mobilne enote so že pred bitko v naključnih spopadih uničile krščanske arabske pomožne enote bizantinske vojske.
Bitka pri Jarmuku je potekala v tretjem tednu avgusta 636 in trajala šest dni. Abu Ubajda je poveljevanje v celoti prepustil Halidu. Bizantinci so kljub številčni premoči bitko izgubili. Sledilo je muslimansko obleganje Jeruzalema, ki je v mestu povzročilo veliko lakoto. Omar je oblegancem obljubil zelo velikodušne pogoje vdaje. Kristjanom je obljubil zaščito, svobodo bogoslužja, da cerkve ne bodo spremenjene v mošeje in davek, nižji od tistega, ki so ga plačevali Bizancu. Jeruzalem se je predal aprila 637. Videz kalifa Omarja ob vstopu v mesto je naredil močan vtis na Jeruzalemčane, četudi so bili vajeni bizantinskega sijaja. Omar je dovolil, da bazilika Božjega groba ohrani svoj status, in molil na molitveni preprogi pred baziliko.
Abu Ubajda je poslal Amr bin al-Asa, Jazida bin Abu Sufjana in Šarjela bin Hasana nazaj na njihove prejšnje položaje, da bi jih ponovno osvojili. Večina ozemlja je bila osvojena brez odpora. Sam Abu Ubajda je skupaj s Halidom in 17.000-člansko vojsko krenil proti severu, da bi osvojil severno Sirijo. Halida je s konjenico poslal k Hazirju, on sam pa se je nameraval nastaniti v mestu Kasreen. 
Halid je v bitki pri Hazirju premagal še eno močno bizantinsko vojsko  in dosegel Kasreen pred Abu Ubajdo. Mesto se mu je predalo. Ko je v mesto junija 637 prišel Abu Ubajda, sta skupaj krenila proti Alepu. Halid je ponovno poveljeval konjenici. Po bitki pri Alepu se je mesto oktobra 637 vdalo.

#### Osvajanja v Anatoliji
V gorati Anatoliji so bili muslimani manj uspešni. Bizantinci so se izogibali neposrednim spopadom in se pred njimi umikali v gradove in utrjena mesta in namesto tega napadali muslimanske roparje, ko so se s plenom in sužnji vračali v Sirijo.
Abu Ubajda in Halid ibn al-Valid sta po osvojitvi celotne severne Sirije začela prodirati proti severu proti Anatoliji in zavzela trdnjavo Azaz. Sledila je bitka pri železnem mostu, v kateri so zmagali muslimani. 30. oktobra 637 se jim je vdala Antiohija. Kasneje istega leta je prva muslimanska vojska skoraj brez odpora zasedla del Anatolije, Edeso in ozemlje do Araratske nižine, druga pa je prodrla do gorovja Taurus. Med Utmanovo vladavino so Bizantinci ponovno zavzeli številne utrdbe v regiji, a so jih po nizu operacij ponovno zavzeli muslimani. Leta 647 je Anatolijo napadel guverner Sirije Muavija, vdrl v Kapadokijo in oplenil Cezarejo Mazako. Leta 648 je rašidunska vojska vdrla v Frigijo. Velika ofenziva v Kilikiji in Izavriji leta 650–651 je prisilila bizantinskega cesarja Konstansa II., da se je začel pogajati z Muavijo. Premirje, ki je sledilo, je omogočilo Konstansu II., da je obdržal zahodne dele Armenije. Leta 654–655 se je na Utmanov ukaz vojska pripravila na napad na Konstantinopel. Načrt je preprečila državljanska vojna, ki je izbruhnila leta 656.
Muslimansko napredovanje proti severu je zaustavilo gorovje Nur. Med vladavino kalifa Utmana je zahodna meja Rašidunskega kalifata postalo gorovje Taurus. Bizantinci so iz obmejnega območja med Anatolijo in Sirijo evakuirali celotno prebivalstvo in opustošili podeželje ter ustvarila nikogaršnje ozemlje, na katerem nobena invazivna vojska ne bi našla hrane. Naslednjih nekaj desetletij so kristjani na hribovitem podeželju severozahodne Sirije ob podpori Bizantincev vodili gverilsko vojno proti muslimanom. Istočasno so Bizantinci začeli z  morja napadati obalo kalifata, s čimer so omejili število vojakov za invazijo na Anatolijo. Za razliko od Sirije z njenimi ravnicami in puščavami, ki so bile naklonjene ofenzivnemu vojskovanju, je bila gorata Anatolija bolj naklonjena obrambi. Meja  med krščanskim in muslimanskim ozemljem je potekala vzdolž meje med Anatolijo in Sirijo.

#### Osvajanje Egipta
Bizantinska provinca Egipt je bila strateško pomembna zaradi pridelave žita in ladjedelnic in kot oporišče za nadaljnja osvajanja v Afriki. Egipt je bil zaradi rodovitne Nilove delte žitnica tako Rimskega kot kasneje Bizantinskega cesarstva. Nadzor nad Egiptom bi za kalifat pomenil, da bi brez strahu pred lakoto preživel tudi dolge suše. Leta 639 je bil Egipt prefektura Bizantinskega cesarstva, vendar ga je le desetletje pred tem okupiralo Sasanidsko cesarstvo pod Kozravom II. (vl. 616-629). Moč Bizantinskega cesarstva je bila med muslimanskim osvajanjem Sirije razbita, zato je bilo osvajanje Egipta veliko lažje. 
Osvajanje Egipta je na lastno pobudo začel muslimanski general Amr ibn al-As leta 639. Večino bizantinske vojske v Egiptu so tvorili domačini, ki naj bi služili bolj kot policija. Ker je bila dolina Nila na vzhodu in zahodu obdana s puščavo, je Egipt veljal za razmeroma varno provinco.
Decembra 639 je Amr z veliko vojsko vdrl na Sinaj in zavzel Peluzij na robu doline Nila in nato odbil bizantinski protinapad pri Bibaju.
V nasprotju s pričakovanji se Arabci niso odpravili proti Aleksandriji, glavnemu mestu Egipta, ampak namesto tega proti veliki  Babilonski trdnjavi v današnjem Kairu.  Vojska je hitro napredovala, Bizantinci pa so se umaknili v obzidana mesta, kjer so se uspešno branili celo leto ali še več. Amr je nameraval dolino Nila prepoloviti in leta 640 zmagal pri Heliopolisu.  Napredovanje v delti Nila so mu nato preprečili številni rokavi Nila in pomanjkanje strojev za rušenje mestnih obzidij.
Amr se je nato obrnil proti Aleksandriji, ki se mu je vdala s sporazumom, podpisanim 8. novembra 641. Zdi se, da se je  brez kakršnega koli odpora predala tudi Tebaida. Lahkotnost, s katero je bil Egipt iztrgan iz Bizantinskega cesarstva, naj bi bila posledica izdaje prefekta Egipta in aleksandrijskega patriarha Kira,  nesposobnosti bizantinskih generalov, pa tudi velikih izgub bizantinske vojske v Siriji. Kir je preganjal lokalne koptske kristjane in bil eden od avtorjev monoteletstva, herezije iz 7. stoletja. Nekateri so domnevali, da je bil tajni spreobrnjenec v islam. 
Leta 645 so Bizantinci za kratek čas ponovno zavzeli Aleksandrijo, vendar jo je ponovno zavzel Amr leta 646. Invazijska flota, ki jo je poslal Konstans II. leta 654, je bila odbita, potem pa si Bizantinci niso več resno prizadevali, da bi ponovno pridobili Egipt. 
Muslimanom so pomagali nekateri Kopti, ker so se jim zdeli bolj strpni kot Bizantinci. Nekaj Koptov se je celo spreobrnilo v islam. V zameno za davek v denarju in hrani za okupacijske čete so bili krščanski prebivalci Egipta oproščeni vojaške službe. Okupatorji so jim omogočili svobodno prakticiranje njihove vere in upravljanje njihovih notranjih zadev. Drugi so ostali na stran Bizantincev v upanju, da bodo pregnali okupatorje. Med vladavino kalifa Alija so Egipt zavzele uporniške čete pod poveljstvom nekdanjega generala rašidunske vojske Amra ibn al-Asa, ki je ubil Mohameda ibn Abi Bakra, guvernerja Egipta, ki ga je imenoval Ali.

#### Osvojitev Magreba
Po umiku Bizantincev iz Egipta je Afriški eksarhat, to je del bizantinske severne Afrike zahodno od Egipta, pod svojim eksarhom (guvernerjem) Gregorjem Patricijem razglasil neodvisnost. Abdulah ibn Saad je v eksarhat poslal napadalne skupine, ki so se vrnile z bogatim plenom, kar ga je spodbudilo, da je predlagal osvojitev eksarhata. Utman je to odobril in v Egipt poslal okrepitev 10.000 mož. Rašidunska vojska se je zbrala v Barki v Cirenajki in od tam najprej zavzela Tripoli in nato Gregorjevo prestolnico pa Sufetulo. V bitki, ki je sledila leta 647, je bil eksarhat poražen in Gregor ubit. Prebivalci severne Afrike so zaprosili za mir in privolili v plačilo letnega davka. Arabci severne Afrike niso priključili k sultanatu, ampak so iz nje naredili vazalno državo. Po plačilu predvidenega davka so se umaknili v Barko. Po prvi islamski državljanski vojni so se muslimanske sile umaknile iz severne Afrike v Egipt. Severno Afriko je leta 664 ponovno napadel Omajadski kalifat.

#### Kampanja proti Nubiji (Sudan)
Med Omarjevo vladavino je bila leta 642 izvedena akcija proti Nubiji, vendar je propadla, potem ko jih je Kraljevina Makurija premagala v prvi bitki pri Dongoli. Muslimanska vojska se je umaknila iz Nubije brez kakršnega koli dosežka. Deset let pozneje je Osmanov guverner Egipta Abdulah ibn Saad poslal v Nubijo novo vojsko, ki je prodrla globlje v Nubijo in oblegala nubijsko prestolnico Dongolo. Muslimani so uničili stolnico v središču mesta, potem pa je Makurija tudi v drugi bitki pri Dongoli zmagala. Ker muslimani niso mogli premagati Makurije, so z njenim kraljem Kalidurutom sklenili vzajemni sporazum o nenapadanju (Bakt). Obe strani sta druga drugi omogočili prost prehod preko svojih ozemelj. Nubija se je strinjala, da bo Egiptu vsako leto zagotovila 360 sužnjev, medtem ko se je Egipt strinjal, da bo Nubiji dobavljal žito, konje in tekstil, odvisno od povpraševanja.

#### Osvajanje otokov v Sredozemskem morju
Med Omarjevo vladavino je guverner Sirije Muavija I. poslal kalifu prošnjo za izgradnjo pomorskih sil za napad na otoke v Sredozemskem morju, vendar je Omar predlog zavrnil kot preveč tvegan. Njegov naslednik Utman je Muavijev predlog sprejel. Muavija je leta 650 napadel Ciper, po kratkem obleganju osvojil prestolnico Konstancijo in nato z lokalnimi vladarji sklenil mirovni sporazum. Med invazijo je Mohamedova sorodnica Um-Haram blizu Larnaškega slanega jezera padla z mule in se ubila. Pokopana je bila na mestu, kjer je umrla, in mesto je postalo svet kraj za mnoge lokalne muslimane in kristjane. Osmansko cesarstvo je tam leta 1816 zgradilo Hala Sultan Tekke. Potem ko so otočani prekršili sporazum, so Arabci leta 654 s petsto ladjami znova vdrli na otok. Tokrat so  na Cipru pustili garnizijo 12.000 mož in otok je zato ostal pod muslimanskim vplivom. Po odhodu s Cipra se je muslimanska flota usmerila proti Kreti in nato proti Rodosu ter ju osvojila brez večjega odpora. Od leta 652 do 654 so muslimani organizirali pomorsko invazijo na Sicilijo in zavzeli velik del otoka. Kmalu zatem je bil Utman umorjen, s čimer se je končala ekspanzionistična politika kalifata. Muslimani so se umaknili s Sicilije. Leta 655 je bizantinski cesar Konstans II. osebno poveljeval floti, ki je napadla muslimane v Finikeju v Likiji, vendar je bil poražen. Obe strani sta v bitki utrpeli velike izgube, sam cesar pa se je komaj izognil smrti. 

### Vojska
Rašidunski kalifat je imel kopensko vojsko in mornarico. Vojska je bila zelo disciplinirana, usposobljena, organizirana in motivirana. Večji del zgodovine kalifata je bila ena od najmočnejših in najučinkovitejših vojaških sil v regiji. Na vrhuncu Rašidunskega kalifata je štela približno 100.000 vojakov.

#### Kopenska vojska
Rašidunska kopenska vojska je imela pehoto in lahko konjenico. Rekonstrukcija vojaške opreme zgodnjih muslimanskih vojsk je problematična. V primerjavi z rimskimi vojskami ali poznejšimi srednjeveškimi muslimanskimi vojskami so vizualne predstavitve vojakov zelo redke in pogosto  nenatančne. Materialnih dokazov je zelo malo in jih je težko datirati. Vojaki so nosili železne in bronaste segmentne čelade srednjeazijskega tipa iz Iraka.
Standardna oblika oklepa je bila verižna srajca. Nosili so tudi dvojni  oklep, pri čemer je bil drugi krajši in izdelan iz tkanine ali usnja. Za obrambo so nosili velike lesene ali pletene ščite. Vojaki so bili običajno oboroženi z meči, pogosto tudi s sulicami in bodali. Kalif Utman je leta 637 kot prvi muslimanski vladar organiziral vojsko kot državno ustanovo. V vojski so bili sprva samo Kurejši in Ansarji, kasneje pa tudi muslimani iz vseh osvojenih dežel. 
Osnovna strategija zgodnjih muslimanskih vojsk na pohodu je bila izkoriščanje vseh možnih šibkosti sovražnika. Njihova ključna prednost je bila mobilnost. Konjenica je imela tako konje kot kamele. Slednje so uporabljali za transport in hrano na dolgih pohodih. Konjenica je bila glavna udarna sila vojske in hkrati služila kot mobilna strateška rezerva. Za boj in vzdrževanje stika s sovražnikom sta se običajno uporabila pehota in lokostrelci. Konjenica je stala ob strani, dokler ni nasprotnik izčrpal vseh rezerv. Napadla je z obeh kril in ukleščila nasprotnikovo vojsko, kot to počnejo sodobne  tankovske in mehanizirane enota. 
Rašidunska vojska je bila po kakovosti in moči pod standardi  v  sasanidski in bizantinski vojski. Halid ibn al-Valid je bil prvi general rašidunskega kalifata, ki je uspešno osvojil tuje dežele. Med svojo kampanjo proti Sasanidskemu cesarstvu (Irak, 633–634) in Bizantinskemu cesarstvu (Sirija, 634–638) je razvil briljantno taktiko, ki jo je učinkovito uporabil proti obema sovražnima vojskama. 
Abu Bakrova strategija je bila dati generalom cilj njihove misije in za to potrebna sredstva. Način za dosego tega cilja je bil povsem prepuščen generalom. Omar je v zadnjem obdobju svojega kalifata uvedel drugačen pristop in sam določal premike svojih enot in poveljnike enot v vsaki posamezni bitki. Osvajanja so postala temu primerno počasnejša, akcije same pa so bile bolje  organizirane. Utman in Ali sta se vrnila k Abu Bakrovi strategiji. Svojim generalom sta dajala samo groba navodila in njim prepuščala podrobnosti.

#### Mornarica
Zgodnja pomorska osvajanja kalifata so pomenila začetek več stoletne tradicije islamskih mornaric njegovih naslednic. Med prve dosežke rašidunske mornarice spadajo osvojitve Cipra, Krete in Rodosa in slavna bitka jamborov.

### Upravljanje
Rašidunski kalifi, ki so bili tudi Mohamedovi spremljevalci, niso le osvojili velikega ozemlja, ampak so tudi vzpostavili sistem vladanja in izoblikovali politična načela islamske skupnosti. Ker so kalifi sledili naukom islama v njegovi najčistejši obliki, bi morali verniki slediti njihovemu zgledu.  Nekateri avtorji menijo, da je bila rdeča nit Rašidunskega kalifata pobožnost in krepost, drugi pa se sprašujejo, ali so rašidunski kalifi dejansko vzpostavil sistem vladanja, saj je vsak od štirih kalifov prevzel oblast na drugačen in nepovezan način.

### Uporaba prejšnje uprave
Osvajanja, ki so se začela pod kalifom Abu Bakrom in razširila pod Omarjem, so ustvarila ogromen imperij z raznolikimi ljudstvi, kulturami in vladavinami. 
Da bi se spopadel s to raznolikostjo, je kalif Omar dovolil lokalnim upravam zasedenih držav, da upravljajo tako kot prej. Svojo oblast je omejil na imenovanje poveljnika ali guvernerja (emirja) s polnimi pooblastili, ki mu je včasih pomagal vladni agent (amil). Guvernerji so bili zadolženi tudi za finance in bili neposredno odgovorni  vladi v Medini.
Abu Bakr je med svojo vladavino ustanovil Bajt al-Mal (državna zakladnica). Omar je zakladnico razširil  in ustanovil vladno službo za upravljanje državnih financ. 

### Izbiranje kalifa
Po mnenju nekaterih  zgodovinarjev je rašidunske kalife z izjemo Omarja, ki ga je imenoval Abu Bakr, izbrala majhna skupina uglednih članov plemena Kurejš, imenovanih šūrā (arabsko شُـوْرَى, dobesedno 'posvetovanje').
Postopek je bil skladen s  standardno arabsko prakso v zgodnjem kalifatu, da so se ugledni možje iz širše družine ali plemena zbrali po voditeljevi smrti in med seboj izvolili novega vodjo. Postopek za šuro ni bil posebej predpisan. Kandidati za naslednika so bili običajno iz iste družine kot pokojni voditelj in ne nujno njegovi sinovi. Sposobni možje in dobri voditelji so imeli prednost pred neučinkovitimi neposrednimi dediči, saj v sunitskem svetu ni bilo nobene zakonske podlage, da bi moral biti vodja države ali guverner izbran samo na podlagi rodu. Vsaj dva zgodovinarja (Wilferd Madelung in Jebean Chamieh) zanikata šuro, kot jo je uporabljal Rašidun, in opisujeta bolj zapleten postopek izbire. 
Madelung trdi, da je Abu Bakr kot premeten politik zagotovil svojo izbiro za Mohamedovega naslednika tako, da se je izognil šuri, in v korist svojih privržencev med mekanskim Kurejši  "postavil na stranski tir" Ansarje in zgodnje prerokove spremljevalce. Podporo Kurejšev sta imela tudi dva naslednja kalifa Omar in Utman, ki pa ne bi imela podpore šure.
Chamieh trdi, da je Omarja, Abu Bakrovega zaveznika v njegovem prizadevanju za kalifat, imenoval Abu Bakr, ko je čutil, da se mu bliža smrt, z ukazom: "Ali sprejemaš, kar sem izbral zate? Resno sem pretehtal izbiro in nisem izbral svojega sorodnika. Moja izbira je Omar ibn al-Hatab, zato poslušaj in ubogaj".
Ko je Omar obležal smrtno ranjen,  je izbral odbor šestih spremljevalcev, da bi med seboj izbrali naslednjega kalifa. Za sedmega odločilnega člana je izbral svojega sina. Pet od šestih članov odbora je bilo v sorodu z Mohamedom. Ali je v Medini od spremljevalcev prejel obljubo zvestobe, vendar je imel nasprotnike v južnem Iraku in guvernerju Sirije.

### Ravnanje s pokorjenimi ljudstvi
Pokorjeni ljudje, ki so tvorili veliko večino prebivalstva kalifata, niso bili muslimani. Monoteiste v osvojenih deželah – Jude, mazdaite in kristjane – so imenovali dhimi (zaščiteni ljudje). Dhimom je bilo dovoljeno prakticirati njihovo vero in uživati določeno mero lokalne avtonomije. Zagotovljena jim je bila osebna varnost in varnost premoženja, vendar le v zameno za plačilo davka (džizja) in priznanje muslimanske oblasti.
Rašidunski kalifi so razmeroma pošteno in pravično obravnavali dhimije, vendar so od njih pričakovali, da se bodo borili kot muslimani. Včasih, zlasti ko ni bilo dovolj usposobljenih muslimanov, je bilo dhimijem dovoljeno zasedati pomembne položaje v vladi. V naslednjih desetletjih so islamski pravniki izdelali pravni okvir, v katerem so imele druge vere zaščiten, a podrejen status. Islamsko pravo je sledilo bizantinskemu precedensu razvrščanja podložnikov države glede na njihovo veroizpoved. Sasanidski model je dal večjo težo socialnim kot verskim razlikam. Teoretično so lahko bili dhimiji samo monoteisti. Za pogane  so bile postavljene stroge omejitve, kot je to imelo Bizantinsko cesarstvo. V praksi je bila večina neabrahamskih skupnosti na nekdanjih sasanidskih ozemljih razvrščena med imetnike svetih spisov (ahl al-kitab, dobesedno ljudje iz Knjige) in jim je bil podeljen zaščiten status dhimijev.
Po besedah Jebrana Chamieha je bilo ravnanje kalifov, vsaj Omarja, z nemuslimani ostro. Omar je v letih 635-636 iz njihovih domov izgnal kristjane iz Nadžrana in Jude iz Hajbarja. Judje so odšli v Jeriho v Jordaniji, kristjani pa v Sirijo in Irak. V Hedžazu ni ostal noben Jud in kristjan. Kalifu Omarju se pripisujejo tudi odloki, ki so diskriminirali 'ljudi iz Knjige'.

### Osvojeno ozemlje
V  skladu z islamskim pravom so lahko muslimanski osvajalci s premoženjem nemuslimanov, ki se niso predali, počeli, kar so hoteli. Nasprotnikom, ki so se predali v skladu s sporazumi, je bilo na splošno dovoljeno obdržati zemljo. Mnogo muslimanov je kljub temu pozivalo Omarja, naj razdeliti osvojeno zemljo med Arabce kot vojni plen.
Omar je namesto tega dovolil nemuslimanskim posestnikom, da obdržijo svojo zemljo, in vzpostavil sistem obdavčitve zemljišč. Nekateri avtorji njegovo ravnanje pripisujejo njegovi dobrohotnosti, nemuslimanska učenjakinja Laura Vaglieri pa Omarjevemu zdravemu razumu: zaslužni muslimani, med katere bi lahko bila razdeljena zemlja, so bili Beduini, ki so poznali pastirstvo in ropanje, ne pa veščin obdelovanja zemlje.

### Province in okrožja
Pod Abu Bakrom kalifat ni bil jasno razdeljen na province, čeprav je imel veliko upravnih okrožij. 
Pod Omarjem je bil kalifat razdeljen na več provinc: 
1. Arabija je bila razdeljena na provinci Meka in Medina.
2. Irak je bil razdeljen na provinci Basra in Kufa.
3. Džazira (Gornja Mezopotamija) je bila razdeljena na provinci Tigris in Evfrat.
4. Sirija je bila enotna provinca.
5. Palestina je bila razdeljena na provinci Ajlja in Ramla.
6. Egipt je bil razdeljen na provinci Gornji in Spodnji Egipt.
7. Perzija je bila razdeljena na  province Horasan, Azerbajdžan in Fars.

Omar je v oporoki svojemu nasledniku Utmanu naročil, naj prvo leto po njegovi smrti ne spreminja upravne ureditve, kar je Utman spoštoval. Po izteku moratorija je Egipt združil v eno provinco in ustanovil novo provinco Magreb, ki je obsegala Severno Afriko. Med Utmanovim vladanjem je bil kalifat razdeljen na dvanajst provinc: 
1. Medina
2. Meka
3. Jemen
4. Kufa
5. Basra
6. Džazira
7. Fars
8. Azerbajdžan
9. Horasan
10. Sirija
11. Egipt
12. Magreb

Med Alijevo vladavino je kalifat izgubil dve provinci: Sirija je prišla pod oblast Muavije I., Egipt pa so v zadnjih letih njegove vladavine okupirale  uporniške enote Amra ibn al-Aasa. V drugih provincah se uprava ni spremenila. 
Province so bile razdeljene na okrožja. Vsako od 100 ali več okrožij kalifata je skupaj z glavnimi mesti upravljal guverner (vali). Na državni ravni so bili na novo uvedeni naslednji uradniki:   
1. hatib, glavni tajnik
2. hatib-ud-divan, vojaški sekretar
3. sahib-ul-harač, pobiralec prihodkov
4. sahib-ul-ahdat, načelnik policije
5. sahib-ul-bajt-ul-malal, zakladnik
6. kadi, glavni sodnik

V nekaterih okrožjih je imela vojska svojega poveljnika, vendar je bil v večini primerov poveljnik vojske, nastanjene v provinci, kar guverner.
Uradnike je imenoval kalif. Imenovanja so bila pisna z dodanimi navodili, kako ravnati. Ob prevzemu funkcije je moral guverner pred zbranimi možmi v glavni mošeji prebrati dokument o imenovanju in pripadajoča navodila. Omarjeva splošna navodila uradnikom so vsebovala naslednje besedilo:  
"Ne pozabite, da vas nisem postavil za poveljnike in tirane nad ljudmi. Tja sem vas poslal kot voditelje, da bi ljudje sledili vašemu zgledu. Dajte muslimanom njihove pravice in jih ne pretepajte, da ne bodo zlorabljeni. Ne hvalite jih po nepotrebnem, da ne zaidejo v napačno smer. Ne zapiraj svojih vrat pred njihovimi obrazi, kajti močnejši med njimi bodo požrli šibkejše. In ne obnašajte se, kot da ste boljši od njih, kajti to je tiranija nad njimi."
V času vladavine Abu Bakra je bila država gospodarsko šibka, medtem ko je bila v času Omarjeve vladavine zaradi povečanja prihodkov in virov prihodkov država na poti v gospodarsko blaginjo. Omar je zato menil, da je treba z uradniki ravnati strogo, da bi preprečili korupcijo. Med njegovo vladavino je moral vsak uradnik ob imenovanju priseči: 
1. da ne bo jezdil turškega konja, kar je bilo to izpod časti,
2. da ne bo nosil razkošnih oblačil,
3. da ne bo jedel presejane moke,
4. da pred vrati ne bo imel vratarja, in
5. da bo imel svoja vrata vedno odprta za javnost.

Sam kalif Omar je dosledno sledil zgornjim postulatom. Med vladavino Utmana je država postala gospodarsko uspešnejša kot kdaj koli prej. Nadomestilo državljanom se je povečalo za 25 %, ekonomsko stanje preprostega človeka pa je bilo stabilnejše, zaradi česar je kalif Utman preklical drugi in tretji postulat prisege. 
Ob imenovanju uradnika se je opravil popoln popis vsega njegovega premoženja. Če se je med njegovim službovanjem njegovo premoženja neobičajno veliko povečalo, je bil takoj poklican na odgovornost. Nezakonito pridobljeno premoženje je država zaplenila. Glavni uradniki so morali priti v Meko vsako leto ob hadžu. V tem času so lahko ljudje vložili kakršno koli pritožbo proti njim. Da bi čim bolj zmanjšal možnost korupcije, je Omar uradnikom namenil visoke plače. Guvernerji provinc so prejeli kar pet do sedem tisoč dirhamov letno. Če so bili hkrati tudi vrhovni poveljniki vojske svojega sektorja, so dobili tudi delež vojnega plena.  

### Sodstvo
Sodstvo je, tako kot ostalo upravno strukturo Rašidunskega kalifata, vzpostavil Omar in je v bistvu ostalo nespremenjeno ves čas trajanja kalifata. Delovalo je skladno z načeli islama. 
Na vseh upravnih ravneh so bili imenovani kadiji (sodniki), izbrani zaradi njihove integritete in poznavanja islama. Sodniki so bili praviloma bogati možje in možje z visokim družbenim statusom, ki so bili tudi dobro plačani, da bi bili odporni na podkupovanje ali neupravičen vpliv na podlagi družbenega položaja. Kadiji se niso smeli ukvarjati s trgovanjem. Sodnikov je bilo dovolj, da je bil v vsakem okrožju zaposlen vsaj eden. 

### Odgovornost vladarjev
Sunitski islamski pravniki so določali, kdaj je dovoljena neposlušnost, obtožba ali odstavitev vladarja kalifata. Glavni vzrok za pritožbo je bil običajno neizpolnjevanje obveznosti, ki so jih imeli po islamu. 
Al-Mavardi je dejal, da če vladarji sami izpolnjujejo svojo islamsko odgovornost do javnosti, morajo ljudje spoštovati njihove zakone. Če pa vladarji postanejo nepravični ali zelo neučinkoviti, se mora  kalifa ali vladarja obtožiti prek sveta svetovalcev (madžlis al-šura). Al-Džuvajni je trdil, da je islam cilj muslimanske identitete (ummah),  zato je treba vsakega vladarja, ki odstopa od tega cilja, obtožiti. Al-Gazali je verjel, da je za obtožbo kalifa dovolj njegovo zatiranje. Ibn Hadžar al-Askalani se ni preprosto zanašal samo na obtožbo in menil, da se morajo delovanju kalifa brez upoštevanja islamskega prava ljudje odkrito upreti. Ignoriranje takšne situacije je štel za prepovedano (haraam). Če upor znotraj kalifata ne bi bil mogoč, bi ga morali sprožiti od zunaj. Za utemeljitev je svojih trditev je uporabil dva ajeta iz Korana: 
"In oni [grešniki] bodo rekli: "Naš Gospod! Ubogali smo naše voditelje in naše poglavarje, oni pa so nas zapeljali s prave poti. Naš Gospod! Daj jim [voditeljem] dvojno kazen, ki jo namenjaš nam, in jih prekolni z zelo velikim prekletstvom."[33:67–68]
Islamski pravniki so menili, da takrat, ko vladarji zavrnejo odstop zaradi upravičene obtožbe prek sveta svetovalcev in postanejo diktatorji s podporo skorumpirane vojske, ima večina po dogovoru možnost sprožiti revolucijo proti njim. Mnogi pravniki so opozorili, da se ta možnost lahko uporabi šele po upoštevanju možnih človeških žrtev.

## Vojni plen

### Vpliv na osvajalce
Arabska osvajanja so se do leta 652 razširila na Merv v današnjem Turkestanu. Zmagovalne vojske so se v Medino vrnile z ogromnim plenom, vključno s sužnji in zlatom. Bilo je, "kot da bi se nebo odprlo s poplavo zlata". O ogromnem bogastvu, pridobljenem v razmeroma kratkem času, piše tudi Abu Hasan al-Masudi (umrl 957). Taha Husein je o tem zapisal: 
"Ugotavljam, da so bili nekateri ashabi, ki so služili islamu tako dobro, da jim je prerok obljubil raj, zamajani s prestižem in velikim bogastvom, ki so ga pridobili. Njihove ambicije so se križale, začeli so se prepiri in njihova sumničavost  je bila skrajna."

### Delitev

#### Začetek
Po bitkah pri Jarmuku in Kadisiji so muslimani pridobili velik plen in napolnili zakladnico v Medini. Omar se je znašel pred problemom, kako plen razdeliti. Nekdo je predlagal, da bi denar hranili v državni blagajni kot rezervo za javne izdatke, vendar ta predlog ni bil sprejemljiv za večino muslimanov. V skladu s tem je bilo doseženo soglasje, da se vse, kar se je nabralo med letom, razdeli kot "dodatek" državljanom, vpisanim v register, imenovan divan.
Naslednje vprašanje je bilo, po kakšnem ključu naj se plen deli.  Eden od predlogov je bil, da se ga enakomerno razdeli kot enkratno plačilo, drugi pa so temu ugovarjali, češ da bodo zaradi velikega plena ljudje zelo obogateli. Končni dogovor je bil, da se namesto ad hoc delitve višina dodatka določi vnaprej in se dodatek izplača glede na višino plena. 
Omar je sestavil seznam tistih, ki so imeli pravico do plena iz osvajanj, pri čemer je prejemnike razvrstil po tem, kako zgodaj so se spreobrnili v islam in kako blizu so bili v krvni liniji preroka Mohameda. Krvno sorodstvo je bilo organizirano po klanih. Na prvem mestu je bil klan Bani Hašim, za njim Abu Bakrov klan in nato Omarjev klan. Omar je takšno razvrstitev sprejel, čeprav je bil na seznamu zadnji. 
Glavne določbe končne lestvice dodatkov, ki jih je odobril Omar, so bile:  
- Mohamedove vdove so prejele vsaka po 12.000 dirhamov
- Mohamedov stric Abas ibn Abd al-Mutalib je prejemal letno 7000 dirhamov
- Mohamedova vnuka Hasan ibn Ali in Husein ibn Ali sta prejela vsak po 5000 dirhamov
- tisti, ki so postali muslimani pred Hudajbijskim mirovnim sporazumom, so dobili po 4000 dirhamov
- veterani vojn z odpadniki so prejeli najmanj po 3000 dirhamov

Po tej lestvici je Omarjev sin Abdulah ibn Omar prejel dodatek v višini 3000 dirhamov, Osama ibn Zaid pa 4000. Običajni muslimanski državljani so dobili dodatke med 2.000 in 2.500 dirhamov. Redni letni dodatek je dobivalo le mestno prebivalstvo, saj je predstavljalo hrbtenico gospodarstva države. Beduini, ki so živeli v puščavi, odrezani od državnih zadev in niso prispevali k razvoju države, so kljub temu pogosto prejemali dodatke. Utman je ob prevzemu oblasti dodatke zvišal za 25 %.
| Razred prejemnikov                                    | Prejemki v dirhamih na leto |
| ----------------------------------------------------- | --------------------------- |
| Udeleženci bitke pri Badru                            | 5000                        |
| Begunci v Abesinijo in udeleženci bitke pri Uhudu     | 4000                        |
| Muslimani, ki so sprejeli islam pred osvojitvijo Meke | 3000                        |
| Muslimani, ki so sprejeli islam po osvojitvi Meke     | 2000                        |
| Udeleženci bitk pri Kadisiji in Jarmuku               | 2000                        |
| Prebivalci Jemna                                      | 4000                        |
| Vojaki po bitkah pri Kadisiji in Jarmuku              | 3000                        |
| Državljani brez posebnega statusa                     | 2000                        |

## Gospodarstvo
Po pisanju islamu naklonjenega pisca Abdusa Salama Nadvija so bili Rašiduni med drugimi vrlinami znani po popustljivosti pri pobiranju davkov.

### Bajt al-mal
Bajt al-mal (dobesedno hiša denarja ali hiša bogastva) je bila državna blagajna, ki jo je ustanovil Abu Bakr.
Državni prihodki so izvirali iz davkov na zemljišča, ki so ostala v zasebni lasti, najemnin od zaplenjenih zemljišč, desetine (zakat), ki so jo plačevali muslimani, petine vrednosti plena ter davkov in osebnih davkov, ki so jih plačevali premaganci.
Velik del sredstev, zbranih v državni blagajni, vsaj pod kalifom Omarjem, je šel za dodatke, ki so si jih prejemali muslimani kot osvajalci ozemelj.
Po posvetovanju s spremljevalci se je Omar odločil ustanoviti osrednjo zakladnico v Medini. Za guvernerja zakladnice je bil imenovan Abdulah bin Arkam, za njegova pomočnika pa Abdur Rahman bin Avf in Muikib. Ustanovljen je bil tudi samostojen računovodski oddelek za vodenje evidence prejemkov in izdatkov. Pozneje so ustanovljene tudi zakladnice v provincah, ki so morale po poravnavi lokalnih izdatkov presežek nakazati osrednji zakladnici v Medini. Po besedah Jakubija so plače in nadomestila v breme centralne zakladnice znašale več kot 30 milijonov dirhamov letno. Zakladnice v velikih mestih je varovalo tudi do 400 stražarjev.
Večina zgodovinskih poročil navaja, da je med rašidunskimi kalifi Utman prvi koval lasten  denar. Nekatera poročila trdijo, da je to bil Omar. V osvojeni Perziji so obstajale tri vrste kovancev: bagli z maso osem dangov, tabari (štirje dangi) in magribi (trije dangi). Omar, po nekaterih poročilih Utman, je prvi začel kovati islamski dirham z maso šest dangov. 
Socialno varstvo in pokojnine so bile uvedene od Omarjeve vladavine dalje po zgodnjem islamskem pravu kot oblika zakata (dobrodelnosti), enega od petih stebrov islama. Davki, vključno z zakatom in džizjo, zbrani v centralni zakladnici, so bili uporabljeni za zagotavljanje dohodka potrebnim, vključno z revnimi, starejšimi, sirotami, vdovami in invalidi. Po mnenju islamskega pravnika Al-Gazalija (1058–1111) naj bi vlada v vsaki regiji naredila zaloge hrane, če bi prišlo do katastrofe ali lakote. Mnogo muslimanskih avtorjev trdi, da je bil Rašidunski kalifat ena od prvih držav blaginje.

### Obdavčenje
Pod Omarjem je bil vzpostavljen "redni sistem prihodkov" za Irak. Po besedah Abdusa Salama Nadvija se je Omar odločil vzpostaviti sistem obdavčitve aktualnih nemuslimanskih lastnikov zemlje na osvojenih ozemljih, namesto da bi zemljo kot plen razdelil med arabske osvajalske, nevešče obdelovanja zemlje. Zaplenjena je bila samo zemlja poganskih templjev, pobeglih in upornikov in nekaterih drugih. 
Med drugimi "dobrohotnostmi", o katerih poročajo muslimanski zapisi, je bilo Rašidunom rečeno, naj bodo popustljivi pri pobiranju davkov. Omar je imenoval sposobne prerokove spremljevalce, da organizirajo ocenjevanje obdelovalne/obdavčljive zemlje. Davki so bili določeni glede na pridelke, pridelane na tej zemlji, davkoplačevalec pa je imel za pobiranje davkov na izbiro več pobiralcev davkov. Izven Iraka je Omar prepovedal plenjenje pridelkov nad stopnjo obdavčitve in prepovedal muslimanom, ki so prejemali državne subvencije, da bi se polastili zemlje podjarmljenih prebivalcev. Vsem tistim, ki bi to storili, so grozile visoke kazni. Vsem tistim, ki zemlje niso obdelovali, so jo zaplenili.
Kalif Ali naj bi vsakemu novoimenovanemu davkarju svetoval: 
"Ne pretepaj se, ko prejemaš prihodke od katere koli osebe. Ne jemlji jim sredstev za preživetje, poletnih in zimskih oblačil in tovornih živali. in ne dopusti, da bi kdo propadel."
Glavni finančni viri države so bili zekat, ušr, džizja, faj, hums in harač. 

#### Zekat
Zekat je bil davek, ki so ga plačevali muslimani in je bil namenjen revnim. Običajno je znašal 2,5% vrednosti nepremičnin nad določeno vrednostjo. Rašiduni so menda upoštevali Mohamedovo prakso, da se v obliki zekata ne jemlje najvrednejšega blaga davkoplačevalcev.

#### Džizja
Džizja je bila glavarina, naložena vsem za vojake sposobnim kristjanom in Judom (dhimmi). Otroci, starejši in invalidi davka niso plačevali. Nadvi navaja, da je bilo med pobiranjem džizje prepovedano mučiti dhimije. 

#### Fej
je bil dohodek od državnih zemljišč, bodisi njiv bodisi travnikov, in zemljišč s kakršnimi koli rudnimi bogastvi. 

#### Hums
ali ganima je bil dohodek od vojnega plena. Štiri petine plena so  bile razdeljene med sodelujoče vojake, petina pa je pripadla državi. 

#### Harač
Harač je bil davek na kmetijska zemljišča. Po prvih muslimanskih osvajanjih v 7. stoletju je običajno pomenil pavšalno dajatev, ki so jo zaračunali osvojenim provincam in so jo pobrali uradniki nekdanjega Bizantinskega in Sasanidskega cesarstva. Kasneje je pomenil kakršen koli davek, ki so ga muslimanski osvajalci zaračunali svojim nemuslimanskim podanikom, dhimijem. Harač je bil takrat sopomenka za džizjo, ki se je pojavila pozneje kot glavarina, ki so jo plačevali dhimmi. Muslimanski lastniki zemljišč so plačevali samo ušr, versko desetino, ki je bila veliko nižja od harača.

#### Ušr
Ušr je bil še en davek, ki so ga plačevali nemuslimani, in je znašal 10% na kmetijska zemljišča in blago, uvoženo iz držav, ki so obdavčevale muslimane in njihove proizvode. Ušr je uvedel kalif Omar in hkrati dal navodila, da se mora ušr zaračunavati tako, da se izogne stiskam in da ne vpliva na trgovino v kalifatu. Davek se je obračunaval le na trgovsko blago, namenjeno prodaji. Blago, uvoženo za potrošnjo ali osebno rabo in ne za prodajo, ni bilo obdavčeno. Blago, ocenjeno na 200 dirhamov ali manj, ni bilo obdavčeno. Za uvoženo blago, namenjeno prodaji, so se plačevale carine ali uvozne takse, ki so bile nižje od carin. Takse za dhimmije so znašale 5%, za muslimane pa 2,5%. Dajatev se je obravnavala kot del zekata in ne kot poseben davek.

## Javna dela
Po osvojitvi novih ozemelj so bili kalifi v skoraj povsod  začeli vzdrževati in graditi ceste in mostove v zameno za politično lojalnost podrejenega naroda. Graditi in popravljati so se začeli tudi številni zastareli in slabo vzdrževani vodnjaki, jezovi in kanali. Nekaj kanalov ni bilo dostopnih za menihe, večina kanalov pa je bila odprta za splošno javno rabo. Nekateri kanali so bili zgrajeni med naselji, na primer kanal Saad, ki je z vodo oskrboval Anbar, in kanal Abi Musa za oskrbovanje Basre.
Med lakoto je Omar ibn al-Hatab v Egiptu ukazal zgraditi prekop, ki je povezoval Nil z morjem. Njegov namen je bil olajšati prevoz žita v Arabijo po morski poti, saj se je žito  dotlej prevažalo le po kopnem. Prekop je v enem letu zgradil Amr ibn al-As. Abdus Salam Nadiv o tem piše, da se je z njim "Arabija znebila lakote za vse prihodnje čase".
Potem ko so Meko po Mohamedovi smrti prizadele štiri poplave, je Omar ukazal zgraditi dva jezova za njeno zaščito. Zgradil je tudi jez v bližini Medine, da bi njene fontane zaščitil pred poplavami. 

### Naselja
Območje Basre je bilo ob muslimanski osvojitvi zelo redko poseljeno. Med Omarjevo vladavino je muslimanska vojska tam našla primeren kraj za gradnjo svoje baze. Kasneje je bilo območje poseljeno in zgrajena je bila mošeja.
Po osvojitvi Midiana so se tam naselili muslimani in kmalu ugotovili, da je življenje tam trdo. Omar je zato ukazal preselitev 40.000 naseljencev iz Midiana v Kufo. Nove stavbe so se začele graditi iz blatnih zidakov in ne iz trstike, ki je bila sicer priljubljena, a se je zlahka vnela. 
Med osvajanjem Egipta je območje Fustata uporabljala muslimanska vojska kot svoje oporišče. Po osvojitvi Aleksandrije so se muslimani vrnili v Fustat in se tam naselili. Sprva so zemljišča uporabljali predvsem za pašnike, kasneje pa so tam začeli tudi graditi.
Že poseljena območja so se močno razširila. V Mosulu je Arfadža al-Bariki pod Omarjevim poveljstvom zgradil utrdbo, nekaj cerkva, mošejo in četrt za judovsko prebivalstvo.

## Čudeži
Al-Sujuti v svoji Zgodovini kalifov (Tarikh al-Khulafa) omenja, da je Omar izvedel več čudežev po različnih hadisih. Prvi niz hadisov opisuje, kako je Omar prekinil khutbo (petkovo molitveno pridigo) in zaklical "Sarija, gora!". Zmedeni poslušalci Sarije seveda niso videli. Kasneje se je izkazalo, da je bil Sarija poveljnik vojske, ki jo je Omar poslal v boj, in ki je v tistem trenutku izgubljala bitko. Čeprav je bil Sarija daleč proč, je slišal Omarjev krik in ugotovil, da mora svojo vojsko prestaviti h gori, nakar je v bitki zmagal.  
Omar je neznancu, ki ga je srečal, rekel, naj gre k svoji družini, ker je pogorela. Ko se je mož vrnil domov, je ugotovil, da je bila družina žrtev požara. Ob neki drugi priložnosti je Omar takoj zaznal, kdaj mu je bila izrečena laž. 
Amr ibn al-As, vojaški poveljnik in guverner Egipta, ki je služil pod Rašidunom, je izvedel za egipčanski običaj, da so na začetku vsakega leta žrtvovali devico, tako da so jo utopili v Nilu. Brez te žrtve Nil na bi tekel. Al-As je žrtvovanje prepovedal, potem pa je Nil presahnil, kar so imeli za dokaz, da je žrtev potrebna. Al-As je kot odgovor na strah Egipčanov pred lakoto ukazal, naj na list papirja napišejo prošnjo, da bi Nil spet tekel, in ga vržejo v reko. Dan zatem, ko so v reko vrgli papir, je reka narasla za šestnajst komolcev.

## Pomen in zapuščina

### Pomembne značilnosti
Vsi štirje rašidunski kalifi so bili prek zakonskih zvez povezani z Mohamedom in so se že zgodaj spreobrnili v islam, zato so se šteli za "nadaljevanje preroškega obdobja z vsemi njegovimi vrlinami in svetostjo".  Hčerki Abu Bakra in Omarja, Ajša oziroma Hafsa, sta bili poročeni z Mohamedom, Mohamedovi hčerki Rukaja in Um Kulthum sta bili poročeni z Utmanom, hčerka Fatima pa z Alijem. Mohamed je svoje najbližje spremljevalce v zameno za njihovo podporo delegiral v vodstva znotraj nastajajoče muslimanske skupnosti. 

### Mnenja različnih šol

#### Suniti
Po mnenju sunitov je imela dinastija naslednje opazne značilnosti: 
- Njihovo nasledstvo ni bilo dedno, kar se je to preneslo tudi v kasnejši zgodnji Omajadski kalifat. O nasledniku pokojnega kalifa je odločal svet voditeljev muslimanske skupnosti in ne naslednikovo družinsko razmerje s pokojnim kalifom.[158][159][160][161] Kasneje je položaj kalifa postal deden.

- Rašidunski kalifi so bili med desetimi muslimani, ki jim je bil po več hadisih v sunitskem islamu izrecno obljubljen raj.

Izraz rašidun/prav[ilno] voden izhaja iz znanega sunitskega hadisa, v katerem je Mohamed napovedal, da bo kalifat za njim trajal 30 let, kolikor je trajal Rašidunski kalifat, nato pa mu bo sledilo kraljevanje. Rašidunski naslednik Omajadski kalifat je bil deden in se pogosto primerja z monarhijo.
Pravilno vodeni kalifat je predstavljen tudi v drugih hadisih o zadnjih dneh, vključno s hadisi Sunana Abu Davuda in Musnadu Ahmeda ibn Hanbala, v katerih je napovedano, da ga bo Bog obnovil v času pred Sodnim dnem. Prvi štirje kalifi so še posebej pomembni za sodobne znotrajislamske razprave: za sunitske muslimane so zgledi pravičnega vladanja, za šiitske muslimane, vsaj dvanajsterične šiite, pa so prvi trije od štirih uzurpatorji. Sprejeta izročila tako sunitskih kot šiitskih muslimanov podrobno opisujejo nesoglasja in napetosti med štirimi pravilno vodenimi kalifi. 
V sunitskem islamu oznaka 'pravilno vodeni' za prve kalife označuje njihov status vzornikov, katerih dejanja in mnenja (arabsko sunna) je treba z verskega vidika slediti in posnemati. V tem smislu prvi kalifi niso samo 'pravilno vodeni' ampak tudi 'pravilno vodeči': verske pripovedi o njihovem življenju služijo kot vodilo k pravilnemu verovanju. Pobožni sunitski zgodovinar Salam Nadvi na primer poudarja, da so bili prerokovi spremljevalci zaslužni za božanski kalifat zaradi svojih prepričanj in dobrih dejanj, moralnosti, privrženosti pravi poti, prepovedovanju hudobnih dejanj, nenaklonjenosti biti vladarji, ponižnosti glede svojih sposobnosti  in odklanjanja udobja in užita (spanje na prodnatih tleh).
Suniti že dolgo gledajo na obdobje Rašiduna kot na zgleden sistem vladanja, ki temelji na islamski pravičnosti in zaslugah, ki ga skušajo posnemati. Suniti sistem enačijo tudi s svetovnim uspehom, ki ga je Alah obljubil v Koranu in hadisu tistim muslimanom, ki so mu sledili. Ta spektakularni uspeh je še povečal privlačnost posnemanja obdobja Rašiduna.
V sodobnem sunitskem salafijskem gibanju so nekateri trdili, da sta bila v Rašidunskem kalifatu "popolna pravica in pravičnost ... v celoti uresničeni" in da bi morali muslimani slediti  vsakdanjim praksam Rašiduna, kot je čiščenje zob misvak, nenošenje kravate, ne ploskanje govornikov itd. Islamisti in fundamentalisti gledajo na Rašidun kot na model, na njegovega naslednika Omajadski kalifat pa na verski odklon od tega modela.
Suniti hkrati ugotovljajo, da sta prevlada Arabcev nad Ne-Arabci na etnični osnovi med Omarjevo vladavino in razširjen nepotizem med Utmanovo vladavino v bistvenem nasprotju z naukom islama.

#### Dvanajstniški šiiti
Dvanajstniški ali imamski šiiti, kamor spada 85% šiitov, menijo, da so bili rašidunski kalifi določeni z božanskim imenovanjem in ne soglasjem in izbrani iz Mohamedove družine. Natančneje, prvi Mohamedov naslednik je bil Mohamedov bratranec in zet Ali, ki ga je Mohamed razglasil za svojega zakonitega naslednika v skladu s šiitsko doktrino tik pred smrtjo ob dogodku v Gadir Humu in ob drugih priložnostih. Po šiitskem pogledu na islam se je neposredno božje razodetje končalo z Mohamedovo smrtjo, Ali pa je ostal pravični vodnik in zveza z Bogom, podobno kot nasledniki prejšnjih prerokov v Koranu. Po Mohamedovi smrti je Ali podedoval Mohamedovo božansko znanje in njegovo avtoriteto za pravilno razlago Korana, zlasti njegovih alegoričnih  in metaforičnih verzov (mutašabihat).
Po šiitskem pogledu na svet, le-ta od Adama naprej nikoli ni bil brez imama v obliki prerokov in njihovih od Boga imenovanih naslednikov. Podobno je bil imamat prenesen z Alija na naslednjega imama Hasana. Po Hasanovi smrti so bili šiitski imami Husein in devet njegovih potomcev, od katerih je zadnji, Mahdi,  konec 9. ali v začetku 10. stoletja zaradi strahu pred sovražniki izginil, vendar se še vedno skriva na zemlji in se bo pojavil tik pred koncem sveta. Njegov prihod pričakujejo tako šiiti kot suniti, čeprav imajo suniti o njem drugačno mnenje. V njegovi odsotnosti vakuum v šiitskem vodstvu delno zapolnjujeta mardža al-taklidid in v zadnjem času Vilajat al-fakih (Skrbništvo islamskega pravnika).

#### Pogledi drugih šiitov
Ismailitski šiiti na kalifat gledajo podobno kot dvanajstniški šiiti, medtem ko Aga Kanovi ismailiti priznavajo kalifate prvih treh kalifov pred Alijem ibn Abi Talibom in imamat ločujejo od kalifata. 
Nizarski izmaeliti priznavajo kalifate Abu Bakra, Omarja in Utmana, čeprav so v fatimidskem obdobju prevladovale polemike proti njim. Fatimidski ismailitski imam-kalif Al-Hakim bi Amr Alah je leta 1005 v Kairu celo javno zahteval prekletstvo prvih treh kalifov.
Zajdistični šiitski muslimani verjamejo, da so prvi trije kalifi zakoniti voditelji.

#### Haridžiti
Haridžiti kot zakonitega priznavajo samo del Utmanovega kalifata, Alijev kalifat pa samo do bitke pri Sifinu.

### Vprašanja kreposti in vodenja
Nekateri posvetni učenjaki, zgodovinarji in opazovalci so dvomili v tradicionalno spoštljiv sunitski pogled na Rašidun. Fred Halliday  je na primer opozoril, da je "od štirih kalifov prvi, Abu Baker, živel manj kot dve leti, kar je prekratko, da bi postavil kakršen koli politični sistem, ostali trije, Omar, Utman in Ali, pa so bili vsi umorjeni". Jebran Chamieh, ki citira Ahmeda Amina, našteva tudi spore, ki so včasih vodili do prelivanja krvi med Rašiduni in drugimi ashabi po Mohamedovi smrti zaradi tega, kdo naj vlada: 
"Ajša, prerokova najljubša žena, je preklinjala kalifa Utmana, prerokovega zeta, in spodbujala njegove morilce. Nato se je z Zubajrom, prerokovim bratrancem, in Talho, ki mu je bil obljubljen raj, borila s prerokovim bratrancem in zetom Alijem ibn Abi Talibom v kamelji bitki leta 656. Zadnja dva sta bila v bitki ubita, Ajša pa je bila ujeta.
Drugi spremljevalci so o Ajši govorili slabo in jo obtoževali nezvestobe. Prizanesli niso niti Zubajru niti prerokovemu svaku Muaviji.
Kalif Ali je obsodil Muavijo, desno roko Amra ibn al-Asa, in Abu Musa al-Ašarija, ki ga je izdal v arbitraži v Sifinu. Odgovorila sta mu s  preklinjanjem kalifa Alija, njegovih sinov Hasana in Huseina, napadala njegove domnevne slabosti in se brez obotavljanja bojevala proti njemu. Še več, ashabi, ki so sledili Aliju, in tisti, ki so mu nasprotovali, so izmenjevali žalitve in sume glede verodostojnosti hadisa, ki ga je vsaka stran pripisala preroku.
Zunaj prerokove družine sta kalifa Abu Bakr in Omar preklela Saada ibn Abada, poglavarja plemena Hazradž v Medini in Mohamedovega  vodilnega spremljevalca. Izgnali so ga v Sirijo, ker je  z Abu Bakrom tekmoval za kalifat. Kalif Omar je obrekoval Abu Horajro, plodovit vir hadisa. Preklel je Halida ibn al-Valida (Meč islama), ki je osvojil Sirijo, ga obtožil razsipnosti in ga nato odstavil s položaja poveljnika sirske vojske. Preklel je tudi Muavijo ibn Abi Sufjana, ustanovitelja dinastije Omajadov, in njegovega pomočnika Amr ibn al-Asa, ki ju je obtožil kraje javnega denarja. Nekaj ashabov je ušlo verbalnim napadom kalifa Omarja in njegovi trdi roki. Omar je imel slabo mnenje tudi o šestih spremljevalcih, ki jih je izbral za izvolitev svojega naslednika. Ti so se mu zoperstavili tako, da so mu povedali svoje prav tako nelaskavo mnenje o njem.
Drugi ashabi so slabo govorili o Mohamedu, sinu kalifa Abu Bakra, zaradi njegove vloge pri atentatu na kalifa Utmana. Slavni ashabski učenjak Abd Alah Ibn Masud je obrekoval kalifa Utmana, slednji pa je iz Hedžaza pregnal slavnega ashaba Abu Dhara al-Ghifarija. Šiiti so obsodili trideset let, ki jih je posvetila suna, in prve tri kalife obtožili, da so si prisvojili Alijevo pravico do kalifata. Nato so sunitski Omajadi ubili Huseina, sina kalifa Alija, ki ga šiiti zdaj častijo kot mučenika."
Na Mohamedove spremljevalce, vključno z rašidunskimi kalifi, podobno gledajo tudi šiiti. V njih ne vidijo zgledov pobožnosti in namesto tega mnoge od njih obtožujejo, da so po prerokovi smrti skovali zaroto, da bi Aliju ibn Abi Talibu in njegovim potomcem odvzeli božansko dodeljeno pravico do vodstva. S tega šiitskega vidika so bili številni spremljevalci in njihovi nasledniki uzurpatorji, celo hinavci, ki niso nikoli nehali spodkopavati vere za svoje lastne interese.
Robert G. Hoyland dvomi v domnevno moralno superiornost Rašidunov, ali vsaj Utmana in Alija, nad njihovimi omajadskimi nasledniki, pri čemer opozarja, da je bil Ali vpleten v prvo državljansko vojno (prva fitna), Utman pa je "že uvedel nepotističen slog vladanja", za kar so obsojali kasnejše kalife. 
Fred Donner opozarja na težave pri usklajevanju domnevnih vrlin Rašidunov z njihovimi notranjimi spori. Muslimani bi za pravilno vodena in moralna vzornika lahko šteli Abu Bakra in Omarja, ker sta bila Ali in Utman sovražnika, katerih podporniki so sprožili državljansko vojno in se ubijali, pa je logično, da bi moral biti vsaj eden od njiju  v zmoti in ne "pravično" voden.

### Skeptične ocene
Donner in Jebran Chamieh trdita, da je islamska skupnost šele potem, ko so spomini na notranje boje zbledeli, na rašidunske kalife začela gledati kot na pravilno vodene. Chamieh in Ahmad Amin ugotavljata, da so prejšnji zgodovinarji v Rašidunih videli smrtnike, ki so veliko dosegli in hkrati imeli človeške slabosti, kot so tekmovanje za politično moč ter iskanje bogastva in užitkov. S političnim in intelektualnim zatonom dinastije Abasidov in vzponom versko konzervativnega Ahl al-Naqla (Ljudje razodetja) se je utrnila ideja, da je Rašidunski kalifat "utopija", ki jo lahko muslimani poustvarijo s posnemanjem njegove (domnevne) čistosti. V naslednjih stoletjih, po Chamiehu začenši okoli leta 874, je ideja "dobila značaj absolutne resnice, ki ne dopušča nobenega ugovora".
Zgodovinar Hoyland dvomi ne le v vrline Rašidunov, ampak tudi v to, koliko je o njih znanega. Hoyland trdi, da pisci, ki so živeli v istem času kot prvi štirje kalifi, niso o njih zapisali skoraj ničesar. Njihovih imen ni niti na kovancih, napisih ali dokumentih. Na kovancih, kovanih med njihovo vladavino, so napisi "V imenu Boga", ne vključujejo pa Mohamedovega imena. Prvo ime, ki se pojavlja na kovancih in v vseh uradnih državnih medijih, je ime petega kalifa Muavije I. (661–680), kar dokazuje obstoj delujoče arabske vlade.
Hoyland pojasnjuje, da zamisel o božansko vodeni "zlati dobi" zgodnjega islama ne izhaja iz zgodovinskih vrlin rašidunskih kalifov in drugih prerokovih spremljevalcev (aṣ-ṣaḥāba), temveč iz želje verskih učenjakov (ulama) poznih Omajadov in Abasidov, da bi se kalifi njihove dobe  v verskih zadevah priklanjali njim. Z razlikovanjem med prvimi kalifi, ki so imeli večjo moč pri sprejemanju zakonov od sodobnih kalifov,  so lahko zagovarjali odvzem verske moči kalifom po Rašidunu. Posledično so bili spremljevalci preobraženi v "vzor pobožnosti brez graje".

#### Zgodovinskost in napisi
Iz rašidunskega obdobja je bil najden vsaj en napis, ki po imenu omenja Omarja in datum njegove smrti. Imenuje se Zuhajrov  napis, vsebuje tri vrstice besedila in se glasi: 
V imenu Boga
sem jaz, Zuhajr, napisal (to) v času, ko je Omar umrl, leta štiri
in davajset.
Hoyland meni, da je "vse prej kot gotovo, da se napis nanaša na zgodovinskega Omarja", in dodaja, da ga preseneča odsotnost kakršnega koli epiteta ali naslova.
Druge možne omembe rašidunskih kalifov, zlasti Utmana, v napisih iz tega obdobja vključujejo napis v Tajmi v Saudovi Arabiji in napis na arheološkem najdišču palače Alia v provinci Meka v Saudovi Arabiji.

## Seznam rašidunskih kalifov
| Obdobje                          | Kalif                        |  | Sorodstvo z Mohamedom                                                                                 | Starši                                            | Rodbina    | Pomembni dogodki |
| -------------------------------- | ---------------------------- |  | --- | ------------------------------------------------- | ---------- | --- |
| 8. junij 632 – 22. avgust 634    | Abu Bakr (أبو بكر) Al-Siddiq |  | - Oče Mohamedove žene Ajše.                                                                           | - Abu Kuhafa - Um Hajr                            | Banu Taim  | - 23. avgusta 634 je Abu Bakr zbolel in dobil visoko temperaturo. |
| 23. avgust 634 – 3. november 644 | Omar (عمر) Al-Faruk          |  | - Oče Mohamedove žene Hafse.                                                                          | - Al-Hatab ibn Nufajl - Hantama bint Hišam        | Banu Adi   | - Perzijski suženj ga umori. |
| 11. november 644 – 20. junij 656 | Utman (عثمان) Al-Ghani       |  | - Mož Mohamedovih hčera Rukaje in Kultum. - Vnuk Mohamedove tete Hakim bint Abd al-Mutalib.           | - Afan ibn Abi al-As - Arva bint Kurajz           | Banu Umaja | - Umorjen po koncu obleganja njegove hiše. |
| 20. junij 656 – 29. januar 661   | Ali (علي) Al-Haydar          |  | - Muhamedov bratranec. - Mož Mohamedove hčere Fatime. - Mož Mohamedove vnukinje Umama bint Abi al-As. | - Abu Talib ibn Abd al-Mutalib - Fatima bint Asad | Banu Hašim | - Umorjen med molitvijo v Veliki mošeji v Kufi. - Po smrti ga je leta 661 nasledil sin Hasan ibn Ali, ki je vladal pet ali šest mesecev in nato odstopil v korist Muavije I. |